# Kim Min-tae
Kim Min-tae (en coréen : 김민태), né le 26 novembre 1993 à Incheon en Corée du Sud, est un footballeur sud-coréen évoluant au poste de défenseur central au Shonan Bellmare, en prêt du Kashima Antlers.

## Biographie

### En club
Né à Incheon en Corée du Sud, Kim Min-tae étudie à l'Université Kwangwoon mais c'est au Japon qu'il commence sa carrière professionnelle, rejoignant le Vegalta Sendai en janvier 2015.
En janvier 2017 il rejoint Hokkaido Consadole Sapporo. Il joue son premier match sous ses nouvelles couleurs le 25 février 2017, lors de la première journée de la saison 2017 face à son ancien club, le Vegalta Sendai. Il est titularisé au poste de milieu défensif et son équipe s'incline ce jour-là (1-0).
En août 2021, Kim Min-tae est prêté jusqu'à la fin de l'année au Nagoya Grampus. Il joue son premier match pour Nagoya dès le 15 août 2021, face au Shonan Bellmare, en championnat. Titulaire, il se fait remarquer en inscrivant également son premier but, de la tête sur un service de Yuki Soma. Il permet de cette manière à son équipe de s'imposer (1-0 score final),.
Le 24 décembre 2021 est annoncé le transfert de Kim Min-tae au Kashima Antlers pour la saison à venir,.
Le 3 juillet 2023, Kim Min-tae rejoint le Shonan Bellmare sous la forme d'un prêt jusqu'à la fin de la saison.

### En sélection
Avec l'équipe de Corée du Sud olympique il participe aux Jeux olympiques d'été de 2016, jouant deux matchs et marquant un but contre les Fidji. La Corée du Sud s'incline en quart de finale face au Honduras.

## Palmarès

### En club
Nagoya Grampus
- Coupe de la Ligue japonaise (1) :
  - Vainqueur : 2021.